# Јанис Царухис
Јанис Царухис (енгл. Yannis Tsarouchis; Пиреј, 13. јануар 1910 — Атина, 20. јул 1989) био је грчки сликар.

## Биографија

### Детињство и младост
Рођен је у Пиреју, студирао је на атинском факултету ликовних уметности (1929—1935). Био је ученик Пхотиоса Кондоглоуа, који га је упознао са византијском иконографијом, такође, студирао је архитектуру. Заједно са Димитрисом Пикионисом, Кондоглуом и Ангеликом Хатзимихалом водио је покрет за увођење грчке традиције у сликарство.
Од 1935. до 1936. године посетио је Истанбул, Париз и Италију. Дошао је у контакт са ренесансним сликарством и импресионизмом. Упознао је утицајне уметнике попут Анриа Матиса и Алберта Ђакометиа.

### Рад
У Грчку се вратио 1936, а две године касније приредио је своју прву личну изложбу у Атини. Касније се борио у грчко-италијанском рату 1940. Године 1949, заједно са другим уметницима, основао је уметничку групу Армос. Године 1951. имао је изложбе у Паризу и Лондону. Године 1958. учествовао је на Бијенали у Венецији. Године 1967. преселио се у Париз.
Пунио је своја платна сликама рањивих мушкараца и (у много мањој мери) снажних жена.

### Институције
Године 1982. отворен је музеј фондације Јаниса Царухиса у Марусији. Музеј се налази у кући уметника.
Умро је у Атини 1989. године.